# Juan Elía Vallejo
Juan Elía Vallejo (Pamplona, 24 de gener de 1979) és un exfutbolista professional navarrès, que jugava com a porter. Ha estat internacional espanyol en categories inferiors.
Format al planter del CA Osasuna, seria el porter titular del Promesas entre finals de la dècada dels 90 i principis del 2000. Passa un any cedit al CD Ourense, i el 2003 s'incorpora al primer equip osasunista.
Només a la temporada 04/05 hi disputaria una quantitat rellevant de partits, 22, mentre a la resta seria suplent. L'estiu del 2008 fitxa pel Reial Múrcia CF, acabat de descendir a Segona Divisió, equip amb el qual juga 37 partits de la temporada 08/09 tot i que l'equip només va acabar a mitja taula, i fins i tot va descendir la temporada següent, en què ell va jugar 24 partits.
Elía es va retirar del futbol el setembre de 2010, a 31 anys, a causa de persistents problemes d'esquena.